# Porta Nuova (Mailand)
Mit Porta nuova werden zwei unterschiedliche Tore der ehemaligen Stadtbefestigung der norditalienischen Stadt Mailand bezeichnet, ein mittelalterliches Tor und ein klassizistisches vom Anfang des 19. Jahrhunderts.

## Die mittelalterlichen Archi di Porta Nuova

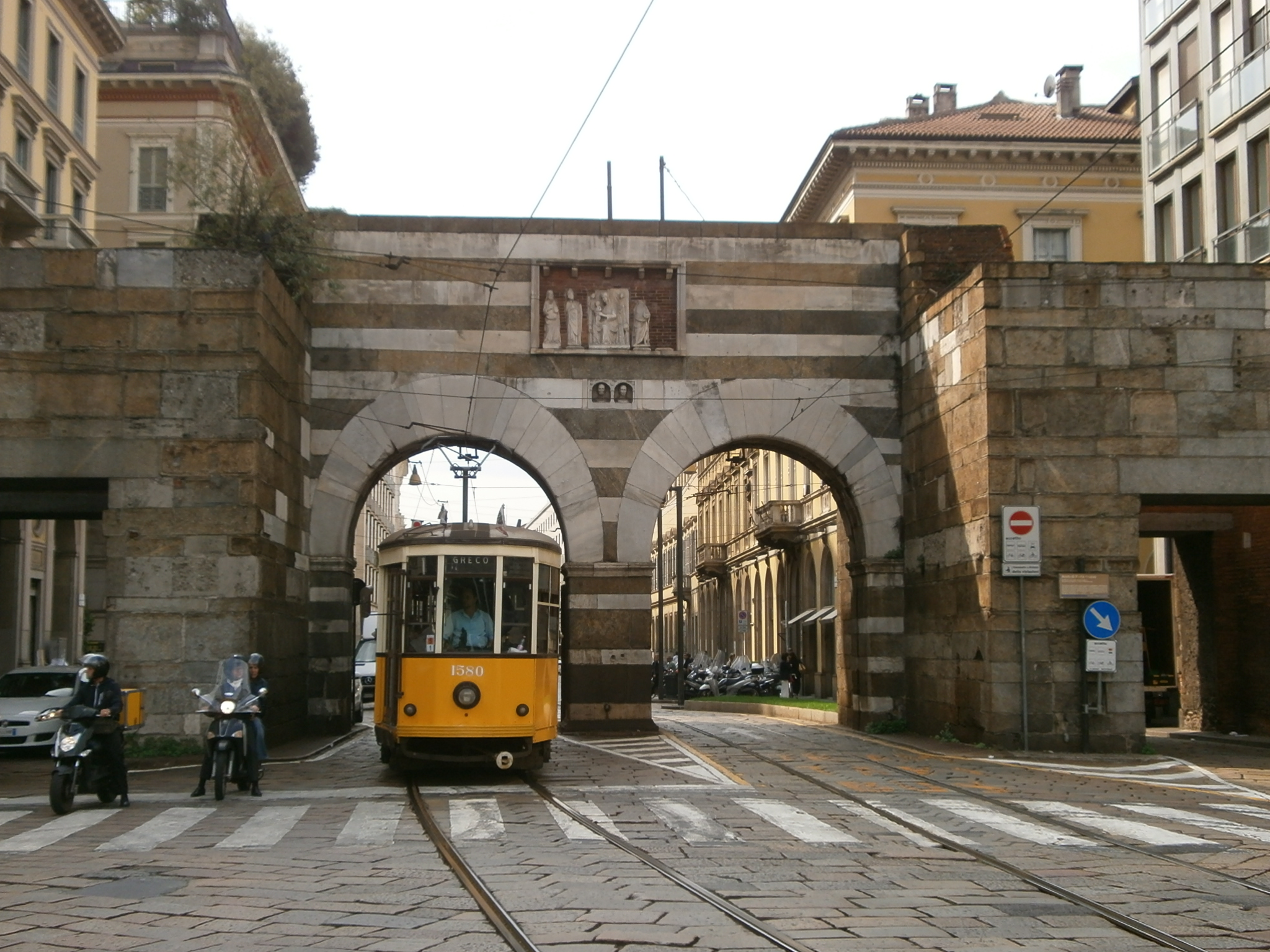
Porta Nuova, 12. bis 14. Jahrhundert, Außenseite

Die beiden Bögen des Neuen Stadttors repräsentieren eines der drei noch erhaltenen romanischen Stadttore im Verlauf der mittelalterlichen Stadtmauern von Mailand. Mit ihrem doppelten Rundbogen markiert diese ältere Porta Nuova das Ende der heutigen Via Alessandro Manzoni zur Piazza Cavour hin. Das Tor wurde 1176 erbaut und zwischen 1330 und 1339 auf der stadtauswärtigen Seite umgestaltet mit Streifeninkrustationen und einem Relief der Madonna mit Heiligen. An die Innenseite hat man Grabsteine aus der Römerzeit versetzt, deren Herkunft nicht mehr bekannt ist. Die seitlichen Durchlässe für Fußgänger stammen aus dem 19. Jahrhundert.

## Die klassizistische Porta Nuova

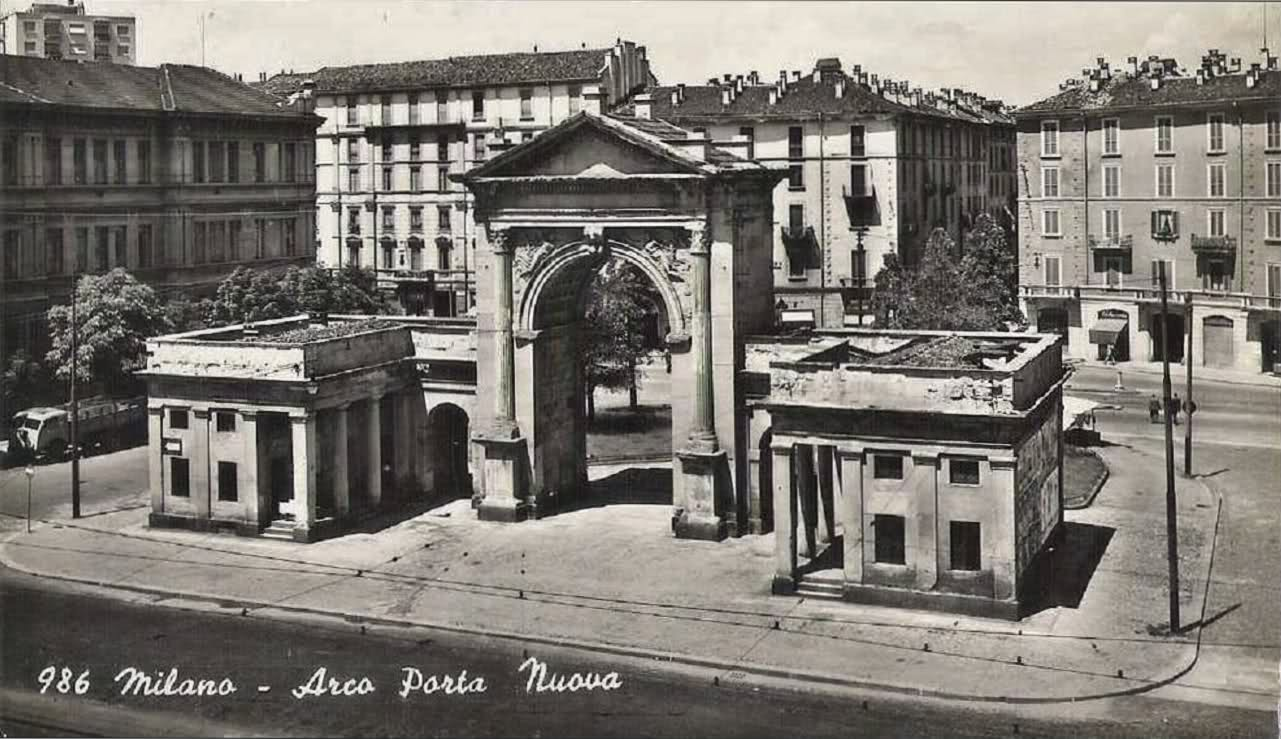
Die Porta Nuova des 19. Jahrhunderts, Ansichtskarte um 1960

900 Meter weiter nördlich, dort wo der Corso Porta Nuova auf die Piazzale Principessa Clotilde mündet, entstand 1810 bis 1813 im Verlauf der ehemals spanischen Befestigungsanlagen die ebenfalls Porta Nuova genannte Toranlage von Giuseppe Zanoia. Ein hoher, einachsiger Torbogen in Korinthischer Ordnung wird flankiert von zwei niedrigen Zollstationen, die im schlichteren dorischen Stil dekoriert sind.
An dieser Stelle endete der 40 km lange Naviglio della Martesana, ein 1460 erbauter und 1870 zugeschütteter Verkehrs- und Bewässerungskanal.